# 舞子島
舞子島（まいこしま）は、徳島県阿南市椿町にある島である。

## 地理
阿南市地内の無人島。椿泊町東端の燧崎から東方海上0.8kmに位置する。東西に長く1.5km、南北に0.2km、面積0.3km2。
周囲を高さ20m余りの断崖が取り巻き、島の東側が高く（標高84m）、樹林が茂り、西側は平坦でクマガサが密生する。島名の由来は不詳。
古来より大蛇が住む島とか海賊の岩屋があると伝えられてきたが、1922年（大正11年）、阿南市椿町の稲垣武夫らによって5墓の横穴式石室が発見され新聞報道されて以来、全国でも数少ない海島古墳群の島として注目されるようになった。